# Gardenia siphonocalyx
Gardenia siphonocalyx är en måreväxtart som beskrevs av Theodoric Valeton. Gardenia siphonocalyx ingår i släktet Gardenia och familjen måreväxter. Inga underarter finns listade i Catalogue of Life.